# Az Északkeleti Egyetem rektorainak listája
Az alábbi listán az Északkeleti Egyetem rektorai szerepelnek.

## Lista
| Rektor              | Hivatali idő |
| ------------------- | ------------ |
| Frank P. Speare     | 1898–1940    |
| Carl Ell            | 1940–1959    |
| Asa S. Knowles      | 1959–1975    |
| Kenneth G. Ryder    | 1975–1989    |
| John A. Curry       | 1989–1996    |
| Richard M. Freeland | 1996–2006    |
| Joseph E. Aoun      | 2006–        |

## Idővonal
| A rektorok hivatali ideje |
| ------------------------- |
|                           |